# Guillermo de Jülich
Guillermo de Jülich «el Joven» (en neerlandés: Willem van Gulik (de Jongere); desconocido - 18 de agosto de 1304) fue uno de los nobles flamencos que se opuso a las políticas de anexión del rey francés Felipe IV, junto con Pieter de Coninck, interviniendo en la guerra franco-flamenca.
Era archidiácono en el obispado principesco de Lieja, hijo de Guillermo el Viejo y nieto de Guillermo IV, conde de Jülich y de María, hija de Guido de Dampierre, Conde de Flandes y Matilde de Béthune. Su conexión con el conde flamenco y su deseo de vengar el encarcelamiento de sus tíos Roberto de Béthune y Guillermo de Dendemonde por el rey francés ayudaría a explicar su apoyo a la resistencia flamenca. Además, su tío Walram, conde de Jülich, había muerto a manos de los franceses después de la batalla de Bulskamp en 1297. La resistencia flamenca llevó a la inesperada victoria sobre los franceses en la batalla de las espuelas doradas en 1302. Guillermo de Jülich obtuvo otra victoria contra los franceses en la batalla de Arques.
Sin embargo, en 1304 el rey francés derrotó a los flamencos en la batalla de Mons-en-Pévèle, en la que Guillermo, comandante en la misma, murió.